# 国産
| ウィキペディアには「国産」という見出しの百科事典記事はありません（タイトルに「国産」を含むページの一覧/「国産」で始まるページの一覧）。 代わりにウィクショナリーのページ「国産」が役に立つかもしれません。 |